# Les Deux Jaloux
Personnages
- Le Président
- La Présidente, sa femme
- Lucie, nièce du président
- Damis, amoureux de Lucie, jeune officier
- Thibaut, jardinier du président
- Fanchette, paysanne, servant de femme de chambre à la présidente
- Frontin, valet de chambre du président

Les Deux Jaloux ou la Déclaration est un opéra comique en un acte de la compositrice Sophie Gail, datant de 1813. Le livret est de Jean-Baptiste-Charles Vial d'après la comédie classique en cinq actes Le Jaloux honteux de Charles Dufresny en 1708. Sa première a eu lieu le 27 mars 1813 au Théâtre national de l'Opéra-Comique à Paris, plus exactement au Théâtre Feydeau.

## Contexte historique
Les Deux Jaloux est une œuvre en un acte du genre de l'opéra-comique, c'est-à-dire avec des dialogues parlés. Le texte a été écrit par Jean-Baptiste-Charles Vial, dramaturge prolifique et librettiste du premier quart du XIXe siècle. La partie musicale comprend une ouverture et huit numéros vocaux. Lors de la première représentation, Gail a conservé son anonymat en public, bien que l'identité de l'auteur soit un secret de polichinelle. Le nom du librettiste n'était pas non plus mentionné à l'origine sur les affiches ou dans le livret imprimé, bien que les critiques aient loué son adaptation du drame de Dufresny,,.

## Création
Le succès des Deux Jaloux est souligné par sa longévité. En 1827, l'œuvre atteint les 196 représentations et reste au répertoire de l'Opéra-Comique jusqu'en 1839. Elle est également jouée dans les théâtres de province à travers la France, comme à Rouen en 1817, à Douai en 1819, à Dunkerque en 1820 ou encore au Havre en 1821. L'œuvre est aussi jouée à l'étranger, comme à Bruxelles pour la première le 27 décembre 1813. L'air le plus populaire est le tercet « Ma Fanchette est charmante », qui était déjà devenu populaire lors de la première à Paris. 

## Personnages
| Rôle                                                             | Voix    | Création, 27 mars 1813                    |
| ---------------------------------------------------------------- | ------- | ----------------------------------------- |
| Le Président                                                     | ténor   | Jean-Baptiste-Sauveur Gavaudan            |
| La Présidente, sa femme                                          | soprano | Jeanne-Charlotte Schroeder                |
| Lucie, nièce du Président                                        | soprano | Mme Moreau                                |
| Damis, amoureux de Lucie, jeune officier                         | ténor   | Louis-Antoine-Éléonore Ponchard           |
| Thibaut, jardinier du président                                  | ténor   | Michel Lesage                             |
| Fanchette, paysanne, servant de femme de chambre à la Présidente | soprano | Alexandrine-Marie-Agathe Gavaudan-Ducamel |
| Frontin, valet de chambre du Président                           |         | Jean-Mathias Batiste                      |

## Résumé
La scène a lieu dans un château près de Rouen, à un quart de lieu. Les deux rivaux disputent l'objet de leurs vœux. Mais Thibaut, valet du président, et Hortense, une jardinière, sont payés pour rapporter à leur maître tout ce qu'ils peuvent voir et entendre dans le château et les environs. Thibaut est comme son maître : jaloux, et il ne s'en cache pas, prétendant à une vertu naturelle. Dès qu'il voit Damis, il craint de ne plus avoir l'amour d'Hortense. Il la croit tout à fait perdu quand il pense voir qu'elle est sensible aux prévenances de Frontin, le valet d'Argan.

## Critique
Selon les rapports contemporains, l'accueil de la première a été très favorable. Le critique du Journal des arts a rapporté que les auteurs ont été bruyamment appelés, pour que Jean-Baptiste-Sauveur Gavaudan, l'acteur principal, vienne devant le rideau annoncer qu'ils souhaitaient rester anonymes. Les critiques de la presse ont fait l'éloge de la musique des Deux Jaloux. Le critique du Journal des arts a évalué que la musique était mélodieuse, agréable, pleine d'expression et de flair et qu'il y avait longtemps que l'Opéra-Comique n'avait rien reçu de tel à son répertoire. Julien Louis Geoffroy a écrit dans le Journal de l'Empire qu'on trouve dans cette musique un ou deux duos, tercets et couplets pleins de grâce et de mélodie, qui ont été accueillis avec enthousiasme, que cette œuvre, d'une manière générale, ne peut que servir au crédit d'un compositeur virtuose, quel que soit son sexe et qu'enfin il ne savait pas par quel caprice de pudeur la dame à l'origine de cette pièce a choisi de rester inconnue et invisible au public. Le critique de la Gazette de France voit dans l'opéra de Sophie Gail une preuve directe des capacités créatrices des femmes. Jacques-Daniel Martine, lui aussi, dans son livre De la musique dramatique en France paru en 1813, donne les Deux Jaloux  comme modèle pour les compositeurs contemporains, car cette œuvre ne présente aucun des défauts qui affligent l'opéra comique contemporain.